# Wasil Pankou
Wasil Mikałajewicz Pankou, błr. Васіль Мікалаевіч Панкоў, ros. Василий Николаевич Панков – Wasilij Nikołajewicz Pankow (ur. 15 sierpnia 1968 w Mińsku) – białoruski hokeista, reprezentant Białorusi, dwukrotny olimpijczyk. Trener hokejowy.
Jego brat Dzmitryj (ur. 1974) także został hokeistą i reprezentantem Białorusi.

## Kariera zawodnicza
- / Dynama Mińsk (1986-1993)
- Tiwali Mińsk (1993-1995)
- Łada Togliatti (1995-1997)
- Slovan Bratysława (1997-2000)
- Augsburger Panther (2000-2002)
- Junost' Mińsk (2002-2003)

Występował w klubach ligi radzieckiej, superligi rosyjskiej, białoruskiej ekstraligi, ektraligi słowackiej oraz niemieckiej DEL.
Uczestniczył w turniejach mistrzostw świata w 1994, 1995 (Grupa C), 1996, 1997 (Grupa B), 1998, 1999, 2000, 2001 (Grupa A / Elita) oraz zimowych igrzysk olimpijskich 1998, 2002.
Podczas ZIO 2002 w jego organizmie został wykryty środek dopingujący 19-Norandrosteron, w związku z czym Pankou został ukarany dyskwalifikacją z mocą wsteczną i zmuszony do zwrócenia dyplomu olimpijskiego (lekarz reprezentacji został wykluczony z przyszłych igrzysk w 2006 i 2010).

## Kariera trenerska
- Reprezentacja Białorusi do lat 18 (2004-2006), trener
- Dynama Mińsk (2005/2006), trener
- HK Szynnik Bobrujsk (2008-2010), trener
- Reprezentacja Białorusi do lat 20 (2008-2011), asystent trenera
- Pantera Łohojsk (2010-), trener
- Junior Mińsk (2014-) - asystent trenera

Po zakończeniu kariery zawodniczej został trenerem. Był szkoleniowcem reprezentacji juniorskich Białorusi. Prowadził kadrę do lat 18 na turniejach mistrzostw świata juniorów do lat 18 w 2005 (Dywizja I), 2006 (Elita) oraz był asystentem trenera kadry do lat 20 na turniejach mistrzostw świata juniorów do lat 20 w 2009, 2011 (Dywizja I). Od 2010 trener żeńskiego klubu hokejowego Pantera Łohojsk.

## Sukcesy
Reprezentacyjne
- Awans do mistrzostw świata Grupy B: 1995
- Awans do mistrzostw świata Grupy A: 1997
- Czwarte miejsce w turnieju zimowych igrzysk olimpijskich: 2002

Klubowe
- Złoty medal mistrzostw Białorusi: 1993, 1994, 1995 z Tiwali Mińsk
- Złoty medal mistrzostw Rosji: 1996 z Ładą Togliatti
- Srebrny medal mistrzostw Rosji: 1997 z Ładą Togliatti
- Puchar Europy: 1997 z Ładą Togliatti
- Puchar Tatrzański: 1998 ze Slovanem Bratysława
- Złoty medal mistrzostw Słowacji: 1998, 2000 ze Slovanem Bratysława
- Srebrny medal mistrzostw Słowacji: 1999 ze Slovanem Bratysława

Indywidualne
- Ekstraliga słowacka 1999/2000:
  - Piąte miejsce w klasyfikacji asystentów w sezonie zasadniczym: 30 asyst

Szkoleniowe
- Awans do mistrzostw świata do lat 18 Elity: 2005

Wyróżnienia
- Hokeista Roku na Białorusi: 1995
- Zasłużony Mistrz Sportu Republiki Białorusi (2002)[2]